# 米哈伊利夫卡 (別里斯拉夫區)
47°18′34″N 33°57′16″E / 47.30944°N 33.95444°E
米哈伊利夫卡（烏克蘭語：Михайлівка）是位於烏克蘭南部的村莊，由赫爾松州貝里斯拉夫區的新亞歷山德里夫卡市鎮負責管轄。該村面積161.4平方公里，海拔高度87米，2001年人口1,209，人口密度每平方公里7.5人。